# Roger Schaffter

Roger Schaffter (1979)

Roger Schaffter (* 11. Dezember 1917 in Basel; † 13. Februar 1998 in Delémont, heimatberechtigt in Courtételle) war ein Schweizer Politiker (CVP).

## Biografie

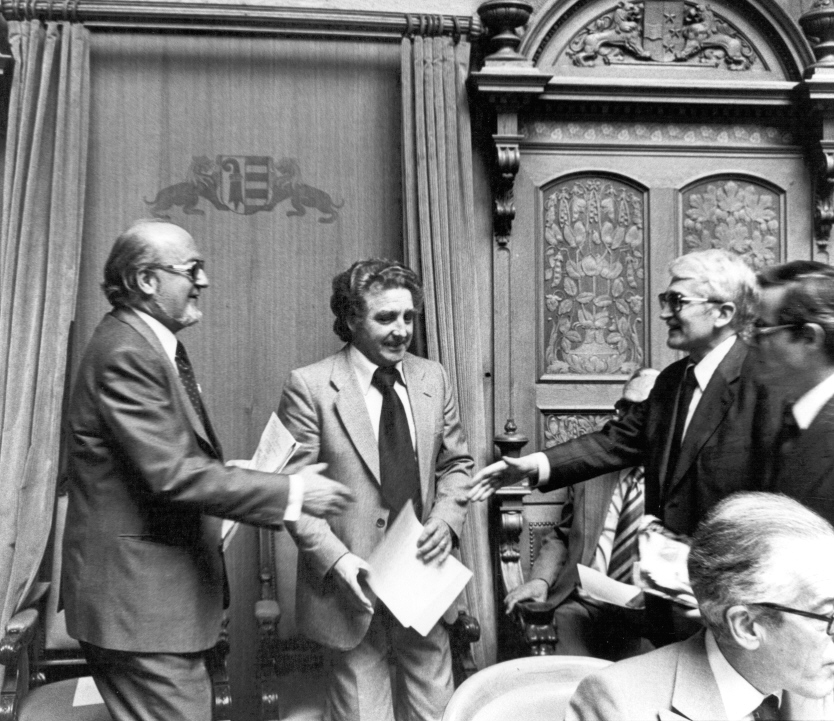
Roger Schaffter (links) und Pierre Gassmann, die ersten Ständeräte des Kantons Jura in Bern

Schaffter besuchte das Gymnasium Saint-Charles in Porrentruy und studierte anschliessend an der Universität Bern, Universität Freiburg und Universität Neuenburg. Er lizentierte 1960 in Geisteswissenschaften. Nach seinem Studium war er zuerst als Lehrer in Porrentruy tätig und von 1950 bis 1954 Rektor der Schweizerschule von Genua. Nebenbei war er von 1948 bis 1950 als Chefredaktor und dann als stellvertretender Chefredaktor der Zeitung Le Jura libre tätig; seine Artikel veröffentlichte er unter dem Pseudonym Pertinax. Von 1954 bis 1956 war er Chefredaktor des Curieux.
Im Jahre 1947 war er Mitgründer des Mouvement séparatiste jurassien (später ab 1951 Rassemblement jurassien) und stand dieser Gruppierung als Generalsekretär und Vizepräsident vor; er gilt somit als einer der Gründerväter des Kantons Jura. 1979 kam es zum Bruch zwischen ihm und Roland Béguelin, weil Schaffter die Politik Béguelins ablehnte. Roger Schaffter war in der verfassunggebenden Versammlung des Jura und präsidierte diesen an der Eröffnungssitzung vom 12. April 1976. In den Jahren 1979 bis 1982 war er Delegierter des Service de la coopération.
Zwischen 1979 und 1987 vertrat er den Kanton Jura im Ständerat und präsidierte dort die Wissenschafts- und Forschungskommission.
Ferner verfasste Schaffter diverse literarische Werke über die Jurafrage.